# Discographie de Thin Lizzy
La discographie de Thin Lizzy est composée de douze albums studio, d'onze albums live, de multiples compilations, de deux Ep et de trente cinq singles.

## Présentation
Le groupe a été formé à Dublin en Irlande en 1969 avec Eric Bell à la guitare, Brian Downey à la batterie et Phil Lynott à la basse et aux chants.
Le groupe signe un premier contrat avec le label Decca sur lequel il publiera, sous forme de trio, trois albums qui connaitront un modeste succès à l'exception du single Whiskey in the Jar, la reprise d'une ballade irlandaise, qui atteindra la 6e place des charts britanniques. En 1974, Eric Bell quitte le groupe et sera remplacé un court moment par Gary Moore puis par un duo de guitaristes, Scott Gorham et Brian Robertson. Le groupe entre alors dans sa période la plus faste, alignant une série cinq albums studios en quatre ans dont quatre se classeront dans les charts britanniques et dont trois seront certifiés disque d'or au Royaume-Uni. Le point d'orgue sera l'album live Live and Dangerous qui atteindra la 2e place des charts et sera récompensé d'un disque de platine.
Brian Robertson quitte le groupe et sera remplacé par Gary Moore le temps d'un album, Black Rose: A Rock Legend, qui sera l'album studio du groupe qui sera le mieux classé, atteignant la 2e place des charts britanniques. Moore parti, c'est le guitariste Snowy White qui s'installe le temps de deux albums. En 1983, Snowy White est remplacé par John Sykes en provenance du groupe de heavy metal anglais, Tygers of Pan Tang et le groupe enregistre son dernier album studio, Thunder and Lightning et part en tournée. À La fin de cette tournée et la sortie du double album live Life qui réunira tous les guitaristes qui ont participé à l'aventure du groupe, les musiciens se séparent mettant pour un temps fin à la carrière de Thin Lizzy.
Le leader et membre fondateur du groupe Phil Lynott mourut en 1986 et malgré cette disparition, le groupe se reformera à plusieurs occasions, entre autres en 1991 où la compilation Dedication: The Very Best of Thin Lizzy vit le jour comprenant un titre inédit, Dedication. D'autres reformations eurent lieu autour de Scott Gorham et Darren Wharton mais plus aucun album studio ne fut enregistré.
Conclusion, sept albums , hors compilations, classés dans le Top 10 britannique dont quatre dans le top 5. Au niveau des certifications à l'internationa, compilations comprises, le groupe est récompensé de deux disques de platine, neuf disques d'or et cinq d'argent. Coté singles, neuf classés dans le top 20 britannique dont trois dans le top 10, la palme revenant coté classement à la chanson Whiskey in the Jar (# 6) et à The Boys are Back in Town coté ventes (600 000 exemplaires vendus) et récompensé d'un disque de platine au Royaume-Uni.

## Différentes formations
- Sont ici indiquées les formations qui ont participé à l'enregistrement d'un album studio où en public.

| Thin Lizzy 1 - Phil Lynott: chant, basse - Eric Bell: guitare - Brian Downey: batterie, percussions Thin Lizzy 2 - Phil Lynott: chant, basse - Gary Moore: guitare - Brian Downey: batterie, percussions Thin Lizzy 3 - Phil Lynott: chant, basse - Scott Gorham: guitare - Brian Robertson: guitare - Brian Downey: batterie, percussions Thin Lizzy 4 - Phil Lynott: chant, basse - Scott Gorham: guitare - Gary Moore: guitare - Brian Downey: batterie, percussions Thin Lizzy 5 - Phil Lynott: chant, basse - Scott Gorham: guitare - Snowy White: guitare - Brian Downey: batterie, percussions - Darren Wharton: claviers | Thin Lizzy 6 - Phil Lynott: chant, basse - Scott Gorham: guitare - John Sykes: guitare - Brian Downey: batterie, percussions - Darren Wharton: claviers Thin Lizzy 7 - Scott Gorham: guitare - John Sykes: guitare, chant - Tommy Aldridge: batterie, percussions - Darren Wharton: claviers - Marco Mendoza: basse Thin Lizzy 8 - Scott Gorham: guitare - Brian Downey: batterie, percussions - Darren Wharton: claviers - Vivian Campbell: guitare - Ricky Warwick: chant, guitare - Marco Mendoza: basse |

## Albums

### Albums studio
| Titre                                                                          | Détails                                                                     | Classements des ventes | Classements des ventes | Classements des ventes | Classements des ventes | Classements des ventes | Classements des ventes | Classements des ventes | Classements des ventes | Classements des ventes | Certifications     |
| Titre                                                                          | Détails                                                                     | UK                     | AUS                    | CAN                    | FRA                    | NOR                    | N-Z                    | P-B                    | SUÈ                    | USA                    | Certifications     |
| ------------------------------------------------------------------------------ | --------------------------------------------------------------------------- | ---------------------- | ---------------------- | ---------------------- | ---------------------- | ---------------------- | ---------------------- | ---------------------- | ---------------------- | ---------------------- | ------------------ |
| Thin Lizzy                                                                     | - Sortie : 30 avril 1971 - Label : Decca - Formation : Thin Lizzy 1         | —                      | —                      | —                      | —                      | —                      | —                      | —                      | —                      | —                      | —                  |
| Shades of a Blue Orphanage                                                     | - Sortie : 10 mars 1972 - Label : Decca - Formation : Thin Lizzy 1          | —                      | —                      | —                      | —                      | —                      | —                      | —                      | —                      | —                      | —                  |
| Vagabonds of the Western World                                                 | - Sortie : 21 septembre 1973 - Label : Decca - Formation : Thin Lizzy 1     | —                      | —                      | —                      | —                      | —                      | —                      | —                      | —                      | —                      | —                  |
| Nightlife                                                                      | - Sortie : 8 novembre 1974 - Label : Vertigo - Formation : Thin Lizzy 2 & 3 | —                      | —                      | —                      | —                      | —                      | —                      | —                      | —                      | —                      | —                  |
| Fighting                                                                       | - Sortie : 12 septembre 1975 - Label : Vertigo - Formation : Thin Lizzy 3   | 60                     | —                      | —                      | —                      | —                      | —                      | —                      | 49                     | —                      | —                  |
| Jailbreak                                                                      | - Sortie : 26 mars 1976 - Label : Vertigo - Formation : Thin Lizzy 3        | 10                     | 51                     | 5                      | 150                    | —                      | —                      | —                      | 21                     | 18                     | : Or · : Or · : Or |
| Johnny the Fox                                                                 | - Sortie : 16 octobre 1976 - Label : Vertigo - Formation : Thin Lizzy 3     | 11                     | 93                     | 52                     | —                      | —                      | —                      | —                      | 17                     | 52                     | Or                 |
| Bad Reputation                                                                 | - Sortie : 2 septembre 1977 - Label : Vertigo - Formation : Thin Lizzy 3    | 4                      | 58                     | 44                     | —                      | 13                     | —                      | —                      | 9                      | 39                     | Or                 |
| Black Rose: A Rock Legend                                                      | - Sortie : 13 avril 1979 - Label : Vertigo - Formation : Thin Lizzy 4       | 2                      | 29                     | —                      | —                      | 15                     | 48                     | —                      | 8                      | 81                     | Or                 |
| Chinatown                                                                      | - Sortie : 10 octobre 1980 - Label : Vertigo - Formation : Thin Lizzy 5     | 7                      | 16                     | —                      | —                      | 20                     | 31                     | —                      | 13                     | 120                    | Argent             |
| Renegade                                                                       | - Sortie : 15 novembre 1981 - Label : Vertigo - Formation : Thin Lizzy 5    | 38                     | —                      | 35                     | —                      | —                      | —                      | —                      | 24                     | 157                    | —                  |
| Thunder and Lightning                                                          | - Sortie : 4 mars 1983 - Label : Vertigo - Formation : Thin Lizzy 6         | 4                      | —                      | 42                     | —                      | 10                     | —                      | 40                     | 12                     | 159                    | Argent             |
| "—" indique que l'album n'entra pas dans les classements musicaux de ces pays. |                                                                             |                        |                        |                        |                        |                        |                        |                        |                        |                        |                    |

### Principaux albums en public
| Titre                                                                          | Détails                                                                                          | Classements des ventes | Classements des ventes | Classements des ventes | Classements des ventes | Classements des ventes | Classements des ventes | Classements des ventes | Classements des ventes | Classements des ventes | Classements des ventes | Certifications |
| Titre                                                                          | Détails                                                                                          | UK                     | ALL                    | AUS                    | BEL (V)                | BEL (W)                | N-Z                    | P-B                    | SUÈ                    | SUI                    | USA                    | Certifications |
| ------------------------------------------------------------------------------ | ------------------------------------------------------------------------------------------------ | ---------------------- | ---------------------- | ---------------------- | ---------------------- | ---------------------- | ---------------------- | ---------------------- | ---------------------- | ---------------------- | ---------------------- | -------------- |
| Live and Dangerous                                                             | - Sortie : 2 juin 1978 - Label : Vertigo - Formation : Thin Lizzy 3                              | 2                      | 11                     | 20                     | 163                    | 131                    | 17                     | 81                     | 27                     | 27                     | 84                     | Platine        |
| Life                                                                           | - Sortie : 16 octobre 1983 - Label : Vertigo - Formation : Thin Lizzy 6 + invités                | 29                     | —                      | —                      | —                      | —                      | —                      | —                      | 29                     | —                      | —                      | —              |
| BBC Radio One Live in Concert                                                  | - Sortie : 18 septembre 1992 - Label : Windsong International Records - Formation : Thin Lizzy 6 | —                      | —                      | —                      | —                      | —                      | —                      | —                      | —                      | —                      | —                      | —              |
| The Peel Sessions                                                              | - Sortie : 1994 - Label : Strange Fruit Records                                                  | —                      | —                      | —                      | —                      | —                      | —                      | —                      | —                      | —                      | —                      | —              |
| One Night Only                                                                 | - Sortie : 20 juin 2000 - Label : CMC International - Formation : Thin Lizzy 7                   | —                      | —                      | —                      | —                      | —                      | —                      | —                      | —                      | —                      | —                      | —              |
| UK Tour '75                                                                    | - Sortie : 8 septembre 2008 - Label : MLP - Formation : Thin Lizzy 3                             | —                      | —                      | —                      | —                      | —                      | —                      | —                      | —                      | —                      | —                      | —              |
| Still Dangerous                                                                | - Sortie : 2 mars 2009 - Label : Thin Lizzy Prod. - Formation : Thin Lizzy 3                     | 98                     | —                      | —                      | —                      | —                      | —                      | —                      | —                      | —                      | 189                    | —              |
| Live in London 2011                                                            | - Sortie : 22 juin 2011 - Label : Concert Live - Formation : Thin Lizzy 8                        | —                      | —                      | —                      | —                      | —                      | —                      | —                      | —                      | —                      | —                      | —              |
| High Voltage Festival 2011                                                     | - Sortie : 23 juillet 2011 - Label : Concert Live - Formation : Thin Lizzy 8                     | —                      | —                      | —                      | —                      | —                      | —                      | —                      | —                      | —                      | —                      | —              |
| Live 2012                                                                      | - Sortie : 2013 - Label : Concert Live - Formation : Thin Lizzy 9                                | —                      | —                      | —                      | —                      | —                      | —                      | —                      | —                      | —                      | —                      | —              |
| The Boys Are Back In Town (Live At The Sydney Opera House October 1978)        | - Sortie : 24 juin 2022 - Label : UMC - CD + DVD + Blue-Ray - Formation : Thin Lizzy 4           | —                      | 19                     | —                      | —                      | —                      | —                      | —                      | —                      | —                      | —                      | —              |
| "—" indique que l'album n'entra pas dans les classements musicaux de ces pays. |                                                                                                  |                        |                        |                        |                        |                        |                        |                        |                        |                        |                        |                |

### Principales compilations
| Titre                                                                          | Détails                                                         | Classements des ventes | Classements des ventes | Classements des ventes | Classements des ventes | Classements des ventes | Certifications |
| Titre                                                                          | Détails                                                         | UK                     | ALL                    | BEL (V)                | NOR                    | SUÈ                    | Certifications |
| ------------------------------------------------------------------------------ | --------------------------------------------------------------- | ---------------------- | ---------------------- | ---------------------- | ---------------------- | ---------------------- | -------------- |
| Remembering – Part 1                                                           | - Sortie : août 1976 - Label : Decca                            | —                      | —                      | —                      | —                      | —                      | —              |
| The Continuing Saga of the Ageing Orphans                                      | - Sortie : 1979 - Label : Decca                                 | —                      | —                      | —                      | —                      | —                      | —              |
| The Adventures of Thin Lizzy                                                   | - Sortie : 1981 - Label : Vertigo                               | 6                      | —                      | —                      | —                      | —                      | —              |
| Lizzy Killers                                                                  | - Sortie : 1981 - Label : Vertigo                               | —                      | —                      | —                      | —                      | —                      | Argent         |
| The Collection                                                                 | - Sortie : 1985 - Label : Castle Communication                  | —                      | —                      | —                      | —                      | —                      | Argent         |
| The Best Of - Soldier Of Fortune                                               | - Sortie : novembre 1987 - Label : Telstar                      | 55                     | —                      | —                      | —                      | —                      | Or             |
| Dedication: The Very Best of Thin Lizzy                                        | - Sortie : 4 février 1991 - Label : Vertigo                     | 8                      | —                      | —                      | —                      | 37                     | —              |
| Wild One - The Very Best Of Thin Lizzy                                         | - Sortie : 9 janvier 1996 - Label : Vertigo                     | 18                     | —                      | —                      | —                      | 21                     | Or             |
| Whiskey In The Jar                                                             | - Sortie : 1996 - Label : Spectrum Music                        | —                      | —                      | —                      | —                      | —                      | Argent         |
| Vagabonds Kings Warriors Angels                                                | - Sortie : 7 décembre 2001 - Label : Vertigo - Box set de 4 CD  | —                      | —                      | —                      | —                      | —                      | —              |
| Greatest Hits                                                                  | - Sortie : juin 2004 - Label :                                  | 3                      | —                      | —                      | 18                     | —                      | Platine        |
| Waiting for an Alibi - The Collection                                          | - Sortie : 4 avril 2011 - Label : Spectrum Music                | —                      | —                      | —                      | —                      | —                      | Or             |
| The Essential                                                                  | - Sortie : juin 2020 - Label : Spectrum Music - Box set de 3 CD | 16                     | —                      | —                      | —                      | —                      | —              |
| Rock Legends                                                                   | - Sortie : 13 octobre 2020 - Label : UMC - Box set de 6CD + DVD | 71                     | 47                     | 184                    | —                      | 27                     | —              |
| "—" indique que l'album n'entra pas dans les classements musicaux de ces pays. |                                                                 |                        |                        |                        |                        |                        |                |

## Singles et Ep
| Titre                                                                            | Détails                                                                                            | Classements des ventes | Classements des ventes | Classements des ventes | Classements des ventes | Classements des ventes | Classements des ventes | Classements des ventes | Classements des ventes | Classements des ventes | De l'album                     |
| Titre                                                                            | Détails                                                                                            | UK                     | ALL                    | AUS                    | BEL (V)                | BEL (W)                | CAN                    | IRL                    | P-B                    | USA Hot 100            | De l'album                     |
| -------------------------------------------------------------------------------- | -------------------------------------------------------------------------------------------------- | ---------------------- | ---------------------- | ---------------------- | ---------------------- | ---------------------- | ---------------------- | ---------------------- | ---------------------- | ---------------------- | ------------------------------ |
| The Farmer                                                                       | - Sortie : 31 juillet 1970 - Face B : I Need You - Label : Parlophone                              | —                      | —                      | —                      | —                      | —                      | —                      | —                      | —                      | —                      | Non-album single               |
| Dublin / Remembering Part II                                                     | - Sortie : - Face B : Old Moon Madness / Things Ain't Working Out Down at the Farm - Label : Decca | —                      | —                      | —                      | —                      | —                      | —                      | —                      | —                      | —                      | New Day EP                     |
| Whiskey in the Jar                                                               | - Sortie : 3 novembre 1972 - Face B : Black Boys on the Corner - Label : Decca                     | 6                      | 7                      | 40                     | 27                     | 35                     | —                      | 1                      | 15                     | —                      | Vagabonds of the Western World |
| Randolph's Tango                                                                 | - Sortie : mai 1973 - Face B : Broken Dreams - Label : Decca                                       | —                      | —                      | —                      | —                      | —                      | —                      | 14                     | —                      | —                      | Non-album single               |
| The Rocker                                                                       | - Sortie : 9 novembre 1973 - Face B : Here I Go Again - Label : Decca                              | —                      | —                      | —                      | —                      | —                      | —                      | 11                     | —                      | —                      | Vagabonds of the Western World |
| Little Darling                                                                   | - Sortie : Avril 1974 - Face B : Buffalo Gal - Label : Decca                                       | —                      | —                      | —                      | —                      | —                      | —                      | —                      | —                      | —                      | Non-album single               |
| It's Only Money                                                                  | - Sortie : 1974 - Face B : Nightlife - Label : Vertigo - uniquement                                | —                      | —                      | —                      | —                      | —                      | —                      | —                      | —                      | —                      | Nightlife                      |
| Philomena                                                                        | - Sortie : 25 octobre 1974 - Face B : Sha-La-La - Label : Vertigo                                  | —                      | —                      | —                      | —                      | —                      | —                      | —                      | —                      | —                      | Nightlife                      |
| Showdown                                                                         | - Sortie : 1974 - Face B : Night Life - Label : Vertigo - uniquement                               | —                      | —                      | —                      | —                      | —                      | —                      | —                      | —                      | —                      | Nightlife                      |
| Rosalie                                                                          | - Sortie : 1975 - Face B : Halfcaste - Label : Vertigo                                             | —                      | —                      | —                      | —                      | —                      | —                      | —                      | —                      | —                      | Fighting                       |
| Wild One                                                                         | - Sortie : 17 octobre 1975 - Face B : For Those Who Love to Live - Label : Vertigo                 | —                      | —                      | —                      | —                      | —                      | —                      | —                      | —                      | —                      | Fighting                       |
| The Boys Are Back In Town                                                        | - Sortie : 17 avril 1976 - Face B : Emerald - Label : Vertigo - Platine                            | 8                      | —                      | 56                     | —                      | —                      | 8                      | 1                      | —                      | 12                     | Jailbreak                      |
| Jailbreak                                                                        | - Sortie : 30 juillet 1976 - Face B : Running Back - Label : Vertigo                               | 31                     | —                      | 83                     | —                      | —                      | —                      | —                      | —                      | —                      | Jailbreak                      |
| Cowboy Song                                                                      | - Sortie : - Face B : Angel from the Coast - Label : Mercury / Vertigo - & uniquement              | —                      | —                      | —                      | —                      | —                      | —                      | —                      | —                      | 77                     | Jailbreak                      |
| Johnny the Fox Meets Jimmy the Weed                                              | - Sortie : 30 juillet 1976 - Face B : Massacre - Label : Mercury / Vertigo - & uniquement          | —                      | —                      | —                      | —                      | —                      | —                      | —                      | —                      | —                      | Johnny the Fox                 |
| Rocky                                                                            | - Sortie : 1976 - Face B : Half-Caste - Label : Mercury / Vertigo - , & uniquement                 | —                      | —                      | —                      | —                      | —                      | —                      | —                      | —                      | —                      | Johnny the Fox                 |
| Don't Believe a Word                                                             | - Sortie : Décembre 1976 - Face B : Old Flame - Label : Vertigo                                    | 12                     | —                      | —                      | —                      | —                      | —                      | 2                      | —                      | —                      | Johnny the Fox                 |
| Dancing in the Moonlight                                                         | - Sortie : 13 août 1977 - Face B : Bad Reputation - Label : Vertigo                                | 14                     | —                      | 59                     | —                      | —                      | 85                     | 4                      | —                      | —                      | Bad Reputation                 |
| Rosalie (live)                                                                   | - Sortie : Mai 1978 - Face B : Me and the Boys (live) - Label : Vertigo                            | 20                     | —                      | —                      | —                      | —                      | —                      | 14                     | —                      | —                      | Live and Dangerous             |
| Waiting for an Alibi                                                             | - Sortie : 16 février 1979 - Face B : With Love - Label : Vertigo                                  | 9                      | —                      | —                      | —                      | —                      | —                      | 6                      | —                      | —                      | Black Rose: A Rock Legend      |
| Do Anything You Want To                                                          | - Sortie : 8 juin 1979 - Face B : Just The Two Of Us - Label : Vertigo                             | 14                     | —                      | —                      | —                      | —                      | —                      | 25                     | —                      | —                      | Black Rose: A Rock Legend      |
| Sarah                                                                            | - Sortie : octobre 1979 - Face B : Got to Give It Up - Label : Vertigo                             | 24                     | —                      | —                      | —                      | —                      | —                      | 26                     | —                      | —                      | Black Rose: A Rock Legend      |
| "—" indique que le single n'entra pas dans les classements musicaux de ces pays. | |                        |                        |                        |                        |                        |                        |                        |                        |                        |                                |

| Titre                                                                            | Détails                                                                          | Classements des ventes | Classements des ventes | Classements des ventes | Classements des ventes | De l'album                              |
| Titre                                                                            | Détails                                                                          | UK                     | AUS                    | IRL                    | USA Main.              | De l'album                              |
| -------------------------------------------------------------------------------- | -------------------------------------------------------------------------------- | ---------------------- | ---------------------- | ---------------------- | ---------------------- | --------------------------------------- |
| Chinatown                                                                        | - Sortie : 16 mai 1980 - Face B : Sugar Blues (live) - Label : Vertigo           | 21                     | 74                     | 12                     | —                      | Chinatown                               |
| Killer On the Loose                                                              | - Sortie : septembre 1980 - Face B : Don't Play Around - Label : Vertigo         | 10                     | —                      | 5                      | —                      | Chinatown                               |
| We Will Be Strong                                                                | - Sortie : 1980 - Face B : Sweetheart - Label : Warner Bros. - uniquement        | —                      | —                      | —                      | —                      | Chinatown                               |
| Hey You                                                                          | - Sortie : 1980 - Face B : Killer On the Loose - Label : Vertigo - uniquement    | —                      | —                      | —                      | —                      | Chinatown                               |
| Killers Live                                                                     | - Sortie : avril 1980 - Ep 12" / 4 titres en live - Label : Vertigo              | 19                     | —                      | 11                     | —                      | Killers Live EP                         |
| Trouble Boys                                                                     | - Sortie : 31 juillet 1981 - Face B: Memory Pain - Label : Vertigo               | 53                     | —                      | 30                     | —                      | Non-Album Single                        |
| Hollywood (Down On Your Luck])                                                   | - Sortie : Mars 1980 - Face B : The Pressure Will Blow - Label : Vertigo         | 53                     | —                      | —                      | 24                     | Renegade                                |
| Angel of Death                                                                   | - Sortie : Février 1982 - Promo USA - Label : Warner Bros.                       | —                      | —                      | —                      | 38                     | Renegade                                |
| Cold Sweat                                                                       | - Sortie : Février 1983 - Face B : Bad Habits - Label : Vertigo                  | —                      | —                      | 23                     | —                      | Thunder and Lightning                   |
| Thunder and Lightning                                                            | - Sortie : Avril 1983 - Face B : Still In Love With You (live) - Label : Vertigo | 39                     | —                      | 22                     | —                      | Thunder and Lightning                   |
| The Sun Goes Down                                                                | - Sortie : Juillet 1983 - Face B : Bad Habits - Label : Vertigo                  | 52                     | —                      | —                      | —                      | Thunder and Lightning                   |
| Dedication                                                                       | - Sortie : 14 janvier 1991 - Face B : Cold Sweat - Label : Vertigo               | 35                     | —                      | 2                      | 22                     | Dedication: The Very Best of Thin Lizzy |
| The Boys are Back In Town (remix 1991)                                           | - Sortie : 11 mars 1991 - Face B : Sarah - Label : Vertigo                       | 63                     | —                      | 16                     | —                      | Dedication: The Very Best of Thin Lizzy |
| "—" indique que le single n'entra pas dans les classements musicaux de ces pays. |                                                                                  |                        |                        |                        |                        |                                         |